# Gypona pallidula
Gypona pallidula är en insektsart som beskrevs av Delong och Martinson 1972. Gypona pallidula ingår i släktet Gypona och familjen dvärgstritar. Inga underarter finns listade i Catalogue of Life.